# Спиричи
Спиричи — деревня в Арбажском районе Кировской области России. Входит в состав Арбажского городского поселения.

## История
В «Списке населенных мест Российской империи», изданном в 1876 году, населённый пункт упомянут как казённая деревня Дегтеревская (Спиричи) Котельнического уезда (1-го стана), при реке Арбаж, расположенная в 62 верстах от уездного города Котельнич. В деревне насчитывалось 15 дворов и проживало 126 человек (53 мужчины и 73 женщины).

В 1926 году население деревни составляло 185 человек (92 мужчины и 93 женщины). Насчитывалось 35 крестьянских хозяйств. В административном отношении Спиричи входили в состав Кисляковского сельсовета Арбажской волости Котельнического уезда.

## География
Деревня находится в юго-западной части Кировской области, на левом берегу реки Арбаж, на расстоянии примерно 10 километров (по прямой) к северо-востоку от посёлка Арбаж, административного центра района. Абсолютная высота — 252 метра над уровнем моря.

### Часовой пояс
Деревня Спиричи, как и вся Кировская область, находится в часовой зоне МСК (московское время). Смещение применяемого времени относительно UTC составляет +3:00.

## Население
| 2010 |
| ---- |
| 2    |